# 適応障害
適応障害（てきおうしょうがい、英: adjustment disorder, AD）とは、はっきりと確認できるストレス因子により、著しい苦痛や機能の障害が生じており、そのストレス因子が除去されれば症状が消失する特徴を持つ精神障害である。『精神障害の診断と統計マニュアル』（DSM）の『第4版』（DSM-IV）では適応障害として独立していたが、『第5版』（DSM-5）ではストレス関連障害群に含められ、他に急性ストレス障害や心的外傷後ストレス障害（PTSD）が含まれる。
ストレスへの正常な反応は、著しい苦痛を呈さない。また死別は適応障害ではない。他の精神障害に当てはまるときはそれが優先される。うつ病との判別がつきにくい場合がある。また適応障害が、正当な臨床単位であることを確立するデータは不足している。ストレスが原因で発生する身体的な異常は心身症である。
適応障害は自然軽快することも多い。治療には心理療法が推奨され、薬物療法はエビデンスが不足しているため、避けるべきである。治療法については、「適応障害#治療」を参照。

## 定義
精神医学的障害の一種である。

## 症状
- ストレスが原因で、情緒的な障害が発生し、それは抑うつ気分や不安などを伴うことが多い[4]。また青年期や小児期では、社会規範を犯すなど素行の問題が現れることがある[4]。
- 社会生活や職業・学業などにも支障をきたし、生活機能の低下や、業績・学力の低下、場合によっては就業・就学そのものが不可能になる場合がある。
- 行動的な障害を伴う患者は、ストレスが原因で普段とはかけ離れた著しい行動に出ることがある。それらの行動の具体例としては、年相応の規則をやぶり、怠学、喧嘩、法律に背くことなどが挙げられる[4]。社会的ルールを無視するような行為、破壊や暴走、また暴飲などもある[5]。
- 軽度の行動的な障害としては、電話やメール、手紙に応答せず、人との接触を避けて引きこもることも挙げられる。

## 診断基準
適応障害は、DSM-IVとICD-10でも若干診断基準が異なる。
- はっきりと確認できる大きなストレス、及び継続的、反復的にかかり続けるストレスが発症の原因であり、そのストレスを受けてから3か月以内（ICD10では1か月以内）に情緒面、行動面で症状が発生すること。
- ストレス因子と接した時に起きる予測を超えた苦痛の反応もしくは、社会生活、職業・学業的機能において著しい障害が起きること。
- 不安障害や気分障害、うつ病など他の精神障害が原因ではなく、ストレスが死別反応などによるものではないこと。
- ストレス因子が排除された場合、半年以内に症状がなくなること。
- ストレス因子がなくなった後も半年以上症状が続く場合は、他のストレス障害（PTSDや分類不能の重度のストレス障害）や特定不能の不安障害などを考慮する必要がある。ただし、ICD10の場合は、遷延性抑うつ反応の場合は最長2年間持続するとされている。
- また、症状の持続時間が6か月以内のものを急性、6か月以上のものを慢性と呼ぶ。慢性の場合は継続的なストレスが続いている場合に適用される（たとえば、周りに犯罪が多発する場所に住んでいる。裁判に巻き込まれるなど）。

またDSMの下位の診断コードの分類として、抑うつ気分を伴う、不安を伴う、素行の障害を伴う、特定不能の適応障害がある。

## 鑑別診断
DSMIVとDSM-5について挙げる。
ストレスへの正常な反応は、著しい苦痛や機能の障害を呈さない。経済破綻、災害や重篤な病気などへの反応も、理解可能な正常な反応である場合もある。診断には外的なストレスが必要である。
うつ病や気分変調症との鑑別が特に難しいときがある。ストレス因子に反応し、大うつ病エピソードの診断基準を満たしていれば、適応障害ではない。パーソナリティ障害はストレスによって悪化しやすいので、通常は適応障害の追加の診断は不要である。
死別への反応は精神障害ではなく、通常は死別反応（診断コードV62.82）である。DSM-5においては、死別反応といった強いストレスに伴う抑うつは、治療なく回復する可能性があるため、うつ病の診断基準に死別反応に関する注釈が加えられた。DSM-5のうつ病の診断基準の注釈によれば、死別による抑うつ症状は、1-2年続く理解可能な正常な反応である場合もある。
ICD-10について挙げる。
児童の分離不安障害（ICD F93.0）である場合、適応障害の診断は下されないとされる。

## 不明確な臨床単位
臨床現場では一般的な診断名であるが、正当な臨床単位であることを確立するデータは不足している。適応障害とうつ病とを区別できるような、生物学的データによる証拠は存在しない。

## 治療
一般に適応障害は長く続かず、時間経過と共に消失する。自然に軽快することも多い。そうした事実は、治療に関する研究の不足を示唆している。
2009年の適応障害に関するシステマティック・レビューは以下のように結論づけている。

### 心理療法
心理療法の有用性は、臨床的な証拠に強く裏付けられている。対人関係療法や問題解決療法、他にも個々の心理療法の有効性は報告されているが、そうした心理療法同士で比較した研究はない。一方、抑うつや不安を伴う適応障害に対する、抗うつ薬などの医薬品の使用は適切なエビデンスがないため避けるべきである。

#### 認知行動療法
適応障害への認知行動療法は有効であり、ストレスを感じる出来事や問題に対し、心理的苦痛が軽減する解釈・思考方法（認知）と対処行動（行動）を習得できるよう、支援が行われる。
治療者は、心理教育や認知再構成法、リフレーミングやマインドエクササイズ、リハーサルやロールプレイング、コーチングやガイダンス、リラクセーション法や活動スケジュール表、問題解決法などの認知行動療法の諸技法を用いて、患者をサポートする。これらを通して、ストレスが軽減される思考方法や対処行動を患者と治療者が協同で模索・練習していき、機能的な思考方法（「現状や他者の行動を肯定的にとらえる」「自分自身を責めずに認める」「自分が考えているほど、周りは自分のことを何とも思っていないことを把握する」など）や対処行動（「抱え込まずに相談する」など）を身につけられるようサポートする。
また、人間関係における適応をサポートするため、人とうまく接するための社会的スキルを育成するソーシャルスキルトレーニング (SST) やアサーショントレーニングを用いた支援も行われる。
なお、適切なストレス管理を支援していくことも治療目標の一つであり、気分転換法（「ストレス管理#技法」を参照）の発見なども症状緩和の一助になるとされる。

### 環境調整
適応障害はその診断基準にある通りストレスが原因であるため、それが除去されれば症状は改善される可能性がある。例えば、人事異動で部署を変えたり、引っ越したりするなど、現在の環境を変えることで病状が改善される可能性がある。
現実的なストレス因子そのものを低減したり（例：配置転換）、ソーシャルサポートを強化したり（例：家族や上司の理解・援助を促すためのコンサルテーション）、患者を取り巻くストレスフルな環境を調整していくこと、つまり環境調整によるサポートも重要である。